# Osteobrama bhimensis
Osteobrama bhimensis és una espècie de peix cipriniforme de la família dels ciprínids que es troba a Maharashtra (Índia).